# Ediciones INTA
Ediciones INTA es el sello editorial del Instituto Nacional de Tecnología Agropecuaria. Bajo esta marca se editan alrededor de 300 títulos al año que reflejan la producción intelectual del organismo en materia de investigación, desarrollo e innovación tecnológica.  
A lo largo de seis décadas, Ediciones INTA ha publicado obras de numerosos investigadores, reconocidos a nivel nacional e internacional. Un ejemplo de ello son las publicaciones de Norman Ernest Borlaug, premio Nobel de la Paz en 1970, El papel del sector agropecuario en la reactivación de la economía argentina y Tecnología del trigo en la región semiárida  También la Revista IDIA editó artículos de su autoría y otros sobre él.
El INTA contribuye al desarrollo de la ciencia y la tecnología mediante una amplia producción de conocimientos en distintas disciplinas (producción vegetal y animal, desarrollo económico y social, ambiente, agroindustria y agregado de valor, entre otros). Estos saberes han sido reunidos en un fondo editorial que, desde la creación de la institución, recoge más de 80.000 publicaciones de distinto formato además de libros (paper, revistas científicas, boletines de divulgación y colecciones seriadas).   

## Proyecto digital y coediciones
Con el foco puesto en los nuevos públicos, Ediciones INTA digitalizó parte de su catálogo -más de 400 libros en formato ePub y PDF-, generando una serie de publicaciones de descarga libre que facilitan  el acceso a los conocimientos generados en la Institución. Además, en 2014 la editorial reorganizó su catálogo en colecciones pensadas para diferentes tipos de lectores (Educación Superior, Divulgación, Infantojuvenil e Investigación, entre otras).
En materia de articulación con otros organismos del sector científico, académico e institucional, coedita parte de sus libros con otras entidades como el Conicet, la Universidad de La Plata, la Asociación Argentina de la Ciencia del Suelo, la Universidad Nacional de Lujan, el Instituto Nacional de Investigaciones Agronómicas de Francia y el Senasa, entre otras.

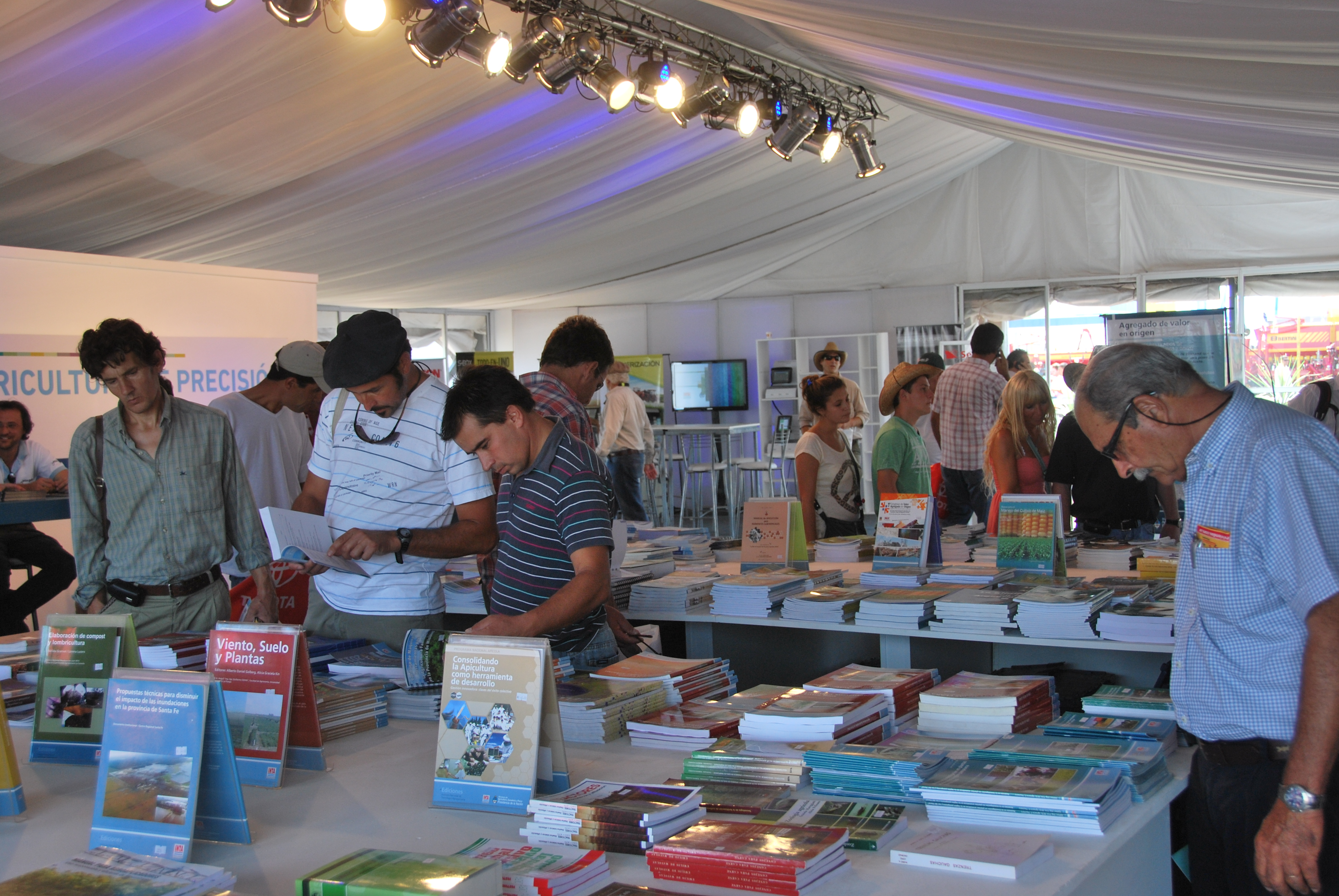
Librería itinerante de Ediciones INTA

## Presencia territorial
Además, dona periódicamente parte de su catálogo a escuelas, universidades y unidades del organismo. En 2014, y en virtud de un convenio con la CONABIP, más de 10.000 publicaciones del INTA llegaron a todas las bibliotecas populares de la Argentina.
La Librería INTA está presente con su stand en las exposiciones agrícolas del país, llevando para la venta las publicaciones editadas por INTA. 
En el 2006, con motivo del 50 aniversario de la institución, al stand de ventas se sumó una muestra bibliográfica organizada por la Biblioteca Central INTA llamada Bibliografía Histórica Institucional 1956-1970, que exhibió cerca de 250 publicaciones impresas de los primeros años de la institución. Incluía títulos emblemáticos de las décadas del '50, '60 y del '70 como los que describen los suelos del territorio continental y de la Antártida y la erosión en la provincia de Buenos Aires, uno de los libros de 1963 que presentaba una lista de productos agropecuarios para la exportación a mercados de la Comunidad Económica Europea, y otras publicaciones con temas innovadores para la época como la crianza artificial de terneros. Otras ediciones eran destinadas a niños, jóvenes y amas de casa a través de los Clubes Cuatro A (amistad, acción, adiestramiento y aptitud), y los Clubes Hogar Rural.

## Revista RIA
La Revista de Investigaciones Agropecuarias (RIA) es una de las publicaciones del instituto. Con una periodicidad cuatrimestral, RIA difunde el conocimiento y la información científica a nivel nacional e internacional. Los artículos científicos que comunica abarcan temas vigentes del ámbito agropecuario, agroalimentario y agroindustrial preparados por investigadores, becarios y profesionales del organismo y de otras instituciones que integran el sistema científico y tecnológico. Con su primer número publicado en 1947, es la principal publicación científica con referato de acceso libre del Instituto que, desde su relanzamiento en 2011, experimentó un notable crecimiento. Los trabajos publicados son admitidos por un Comité Editorial compuesto por prestigiosas figuras del ámbito académico y científico agropecuario. En su participación en distintos sistemas de indización de publicaciones se destaca su incorporación en Scopus,.

## Revista IDIA
La revista IDIA: Informativo de investigaciones agrícolas, nació en el seno del Ministerio de Agricultura de la Nación, pero a partir de 1958 la editó el INTA-Instituto Nacional de Tecnología Agropecuaria convirtiéndola en una de las publicaciones institucionales más representativas. 
Surgía como “vehículo de las novedades e inquietudes de cada uno de los que trabajan en las Estaciones Experimentales”.
Entre 1948 y 1957 fue editada por la Dirección General de Laboratorios e Investigaciones del Ministerio de Agricultura de la Nación y entre 1958 y 1988 fue editada por el INTA. El INTA también publicaba paralelamente IDIA Suplemento entre 1960 y 1984, e IDIA Suplemento Forestal entre 1964 y 1974.
Luego de una pausa editorial, a partir del 2001, fue continuada por IDIA XXI, publicación de divulgación de la "innovación técnica" con base en el conocimiento técnico/científico generado por el INTA. El INTA que ya contaba con una moderna web alojo las IDIA XXI para descargarlas.
El catálogo de la Biblioteca Central INTA cuenta con la colección completa y registra en detalle la vida de la revista.